# Nachlaufströmung
Die Nachlaufströmung oder kurz der Nachlauf ist in der Fluidmechanik eine Strömung, die einem sich durch ein Strömungsfeld bewegenden Körper folgt. Der Nachlauf macht sich durch Windschatten, Wirbelschleppen, Wirbelstraßen, Kielwasser oder Sog bemerkbar. In dem kleinen Video von Abbildung 1 reißt der Nachlauf des Autos gelbe Samen mit, die auf der Fahrbahn liegen.

## Phänomenologie

### Topologie

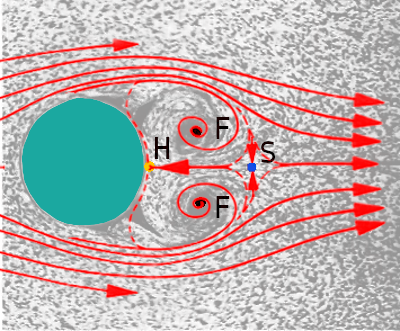
Abb. 2: Strömungsfeld (rot, Hintergrund) um einen Zylinder (türkis)

Bei Reynoldszahlen von etwa zehn wird ein Zylinder wie in Abbildung 2 laminar umströmt. Nach einer Grenzschichtablösung bilden sich stationäre Wirbel F, hinter denen sich ein Staupunkt S befindet, in dem die Strömung keine definierte Geschwindigkeit besitzt. Zwischen dem Staupunkt und dem Zylinder fließt das Medium in Richtung des Zylinders, auf dem ein weiterer Staupunkt (Halbsattel H) entsteht.

Abb. 3: Topologie einer Kármánschen Wirbelstraße

Bei höheren Reynoldszahlen (um die 90) lösen sich in einem charakteristischen Muster abwechselnd links- und rechts-drehende Wirbel ab und bilden eine Kármánsche Wirbelstraße, siehe Abbildung 3.:133. Die bisher beobachtbare Symmetrie der Umströmung wird in einer Hopf-Bifurkation gebrochen. Die Wirbel sind weder stationär noch chaotisch fluktuierend. Mit weiter steigender Anströmungsgeschwindigkeit und Reynoldszahl geht die Wirbelstraße in turbulente Strömung über. Es treten mehr Wirbel auf, deren Größe und Zeitpunkte ihrer Ablösung immer mehr variieren. Zunächst sind die turbulenzbedingten Strömungsstörungen räumlich und zeitlich begrenzt und weiterhin Strömungsstrukturen zu erkennen, was typisch für den laminar-turbulenten Strömungsumschlag ist.:527 Bei voll ausgebildeter Turbulenz sind Wirbel auf allen Größenskalen vorhanden. In solchen turbulenten Nachlaufströmungen sind die Navier-Stokes-Gleichungen zugrunde zu legen.:3

### Hufeisenwirbel

Abb. 4: Nachlauf hinter einem Flügel mit zurückbleibendem Anfahrwirbel und Randwirbeln.

Bei der Umströmung von breiten Hindernissen wie dem Tragflügel in Abbildung 4 oder Autos bilden sich Hufeisenwirbel:211. Er besteht im Bild aus den zwei Randwirbeln und dem gebundenen Wirbel, der sich um den Tragflügel als Ausgleich zum abschwimmenden Anfahrwirbel bildet und der entscheidend für den dynamischen Auftrieb ist.

### Rückströmungen

Abb. 5: Turbulente Nachlaufströmung hinter einem Zylinder (türkis) mit Rückströmungen (rot)

In einer turbulenten Nachlaufströmung kommt es wie in Abbildung 5 zum Strömungsabriss mit Rückströmungen (rot skizziert). Die Strömungsumkehr wird durch einen Unterdruck hinter dem Körper verursacht, die den Sog der Außenströmung darstellt. Der Sog ist Teil des Druckwiderstands und dieser ist wiederum Teil des gesamten Strömungswiderstands des Körpers. Der Unterdruck ist in seiner Größe beschränkt; sinkt der Druck in der Flüssigkeit unter ihren Dampfdruck, kommt es zu Kavitation.

## Beschreibung

### Visualisierung

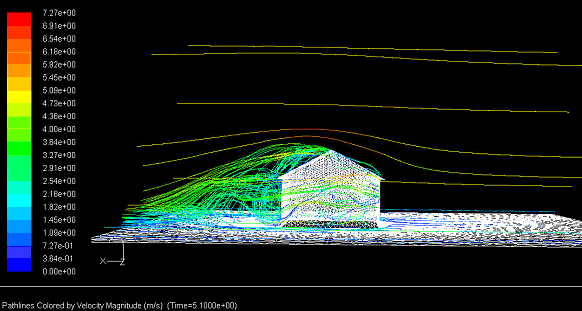
Abb. 6: Numerisch berechnete Stromlinien bei der turbulenten Umströmung eines Hauses

Ein Strömungsfeld kann durch Strom-, Bahn- und Streichlinien visualisiert werden. Turbulente Strömungen beinhalten auf allen Größenskalen Wirbel, die sich scheinbar ungeordnet bewegen. Eine in der Praxis bewährte Unterscheidung wird bei den Reynolds-Gleichungen getroffen: Die physikalischen Größen – hier interessiert vor allem die Geschwindigkeit – werden in einen Mittelwert und einen statistischen Schwankungswert aufgeteilt. Der Schwankungswert behandelt die zufälligen, fluktuierenden Wirbel, während der zeitunabhängige Mittelwert die stationären Wirbel beinhaltet. Die in der numerischen Strömungsmechanik berechneten Strom-, Bahn- und Streichlinien des mittleren Strömungsfeldes liefern einen Einblick in die Nachlaufströmung.

### Mathematische Beschreibung

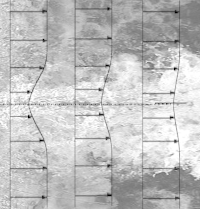
Abb. 7:Geschwindigkeitsprofil der Nachlaufströmung einer ebenen Platte

Ebene Nachlaufströmungen haben Grenzschichtcharakter:131 und können mit den Grenzschichtgleichungen behandelt werden, weil der Eintrag an Wirbelstärke konvektiv und die Querverteilung durch Diffusion erfolgt. Weit hinter dem Körper ist die Nachlaufströmung von der Körperform unabhängig.
Für eine ebene Platte lautet das mittlere Geschwindigkeitsprofil einer Nachlaufströmung
{\displaystyle {\mathsf {v(x,y)=v_{\infty }-0{,}3746\cdot v_{\infty }{\sqrt {\frac {l}{x}}}e^{-{\frac {v_{\infty }y^{2}}{4\nu x}}}}}}
mit
| v∞:  | Geschwindigkeit der Außenströmung              |
| l:   | Charakteristische Abmessung (Breite)           |
| ν:   | Kinematische Viskosität                        |
| x,y: | Koordinaten in Strömungsrichtung und quer dazu |
| ex:  | e-Funktion                                     |
Das Profil ist in Abbildung 7 mit Pfeilen skizziert.:515ff. Die sogenannte Nachlaufdelle ist ein Maß für den Druckwiderstand.:108 Während die Staupunktströmung vor dem Körper nahezu verlustfrei erfolgt, ist die Nachlaufströmung infolge der Wirbelbildung mit Verlusten verbunden.:318